# FURU
FURU （フル）は、日本の漫画家、イラストレーター、ライター。

## 概要
アマチュア時代は「ラジオの製作」、「月刊マイコン」、「マイコンBASICマガジン」（以上電波新聞社）、「初歩のラジオ」(誠文堂新光社)、「モービルハム」（電波実験社）、「CQ ham radio」(CQ出版社）に投稿にて、主にアマチュア無線や電子工作、コンピュータをテーマとした漫画、イラストを寄稿。特に「マイコンBASICマガジン」では、PC-8001対応のゲームプログラムの発表及び一般記事執筆経験も持つ。
2000年より工学社刊「I/O」に、漫画及び記事を寄稿。
2014年より東京産業新聞社が運営するニュースサイト「ガジェット通信」に、デジタルガジェット紹介記事を寄稿。
2016年より漫画「でじ＠おた！」を執筆。
2017年より小学館が運営するニュースサイト「@DIME」に、デジタルガジェット紹介記事を寄稿。
2018年よりDICOが運営するニュースサイト「STARTT」に、デジタルガジェット紹介記事及び漫画を寄稿。
2021年よりblueprintが運営するニュースサイト「Real Sound」に、デジタルガジェット紹介記事の寄稿。
2024年よりノイテックス有限会社が運営する「GoGo Tech Blog」に、ITテクノロジー系記事の寄稿を開始した。 

## 主な作品
- エレクトロメーキングストーリー / 工学部生達のひととき（ラジオの製作、電波新聞社、1988年-1996年）
- FURUの電脳コミック /FURUのガジェット紹介レポート（I/O、工学社、 2000年-）
- おもしろガジェット紹介レポート（ガジェット通信、東京産業新聞社、 2014年-）
- でじ＠おた！(2016年-)
- デジタルガジェット紹介・ライフハック記事全般（@DIME、小学館、 2017年-）
- FURUの良さげなガジェット紹介（記事及び漫画）（STARTT、DICO、 2018年-）
- デジタルガジェット紹介記事全般（Real Sound、blueprint、 2021年-）
- ITテクノロジー系記事（GoGo Tech Blog、ノイテックス有限会社）

ほか情報誌に無記名記事多数